# Алегзандрия (Кентукки)
Алегзандрия (англ. Alexandria) — американский город в штате Кентукки, административный центр округа Кэмпбелл.

## История
Считается, что территория, на которой сейчас находится Алегзандрия, была впервые заселена Френком Сплиманом и его семьей. Семья Сплимана пришла из округа Кинг-Джордж, штат Виргиния, поэтому город был назван в честь одноименного города из того округа. Семья приступила к разработке и продаже участков в поселке в 1819 году, в том же году появилось первое почтовое отделение. 22 февраля 1834 Алегзандрия официально была учреждена Генеральной Ассамблей Кентукки.

## Демография
По данным переписи 2000 года, в городе было 8,286 жителей, 2,884 автохозяйств и 2,275 семей. Плотность населения составила 594.7 человек на квадратный километр.
В городе насчитывалось 2,989 единиц жилья. Расовый состав города — 98,82 % белых, 0,02 % афроамериканцев, 0.4644.2 % азиатов, 0,02 % коренных американцев, и 0,34 % смесь двух или более рас. Латиноамериканцы составили 0,76 % населения.
По данным переписи, 44,2 % семей имели детей в возрасте до 18 лет, проживающих с ними, 68,2 % были женатыми парами, 7,7 % женщины без мужей. Около 18,7 % всех домов состояли из одного проживающего, из них 6,8 % 65 лет и старше.
Распределение по возрасту составляло 30,8 % до 18 лет, 7,9 % с 18 до 24, 33,2 % с 25 до 44, 19,7 % с 45 до 64 и 8,4 % с 65 лет и старше. Средний возраст составлял 33 года.